# 宮川智海
宮川 智海（みやかわ ともひと、1994年9月6日 - ）は、ジャパンラグビーリーグワン埼玉パナソニックワイルドナイツに所属するラグビー選手。

## プロフィール
- 秋田県出身[1]。
- ポジションはロック(LO)、フランカー(FL)。
- 身長 191 cm、体重 105 kg
- U19日本代表に選ばれたことがある[2]。
- セブンズ学生代表に選ばれたことがある[3]。

## 略歴
2013年、秋田工業高校卒業後、関東学院大学に入学する。なお秋田工業高校時代、高校日本代表に選ばれたことがある
2016年、関東学院大学ラグビー部の主将に就任した。
2017年、関東学院大学卒業後、パナソニック ワイルドナイツ(現・埼玉パナソニックワイルドナイツ)に加入。同年8月26日に行われたジャパンラグビートップリーグ第2節のキヤノンイーグルス戦にて途中出場で公式戦初出場を果たす。